# Episema lilascens
Episema lilascens là một loài bướm đêm trong họ Noctuidae.